# Irmgard Praetz
 (juillet 2018).
Irmgard Praetz (née le 9 août 1920 à Salzwedel - morte le 7 novembre 2008 à Garching, près de Munich) est une athlète allemande, spécialiste du saut en longueur.

## Palmarès
| Date | Compétition           | Lieu   | Résultat | Épreuve          |
| ---- | --------------------- | ------ | -------- | ---------------- |
| 1938 | Championnats d'Europe | Vienne | 1re      | saut en longueur |